# Madman (película)
Madman (también conocida como Camp 708) es una película de drama de 1978, dirigida por Dan Cohen, que a su vez la escribió y además se encargó de la producción junto a Alex Massis y Zvi Spielmann, los protagonistas son Michael Beck, Alan Feinstein y F. Murray Abraham, entre otros. El filme fue realizado por Belmont Media, Israfilm Ltd. y Norddeutscher Rundfunk (NDR), se estrenó el 1 de enero de 1978.

## Sinopsis
Mientras pretende huir de la Unión Soviética, un judío soviético es recluido en una institución mental, donde es ferozmente martirizado a lo largo de varios años. Una vez libre tiene la oportunidad de sumarse al ejército israelí, pero no se encuentra en las condiciones adecuadas para combatir. Su siguiente objetivo es vengarse de los rusos, pero antes va a otro enfrentamiento en la frontera con Siria, alejado de donde se hallan sus enemigos.